# 길 위의 또 다른 여행자들
"길 위의 또 다른 여행자들"(Sad Vacation)는 베트남, 대한민국에서 제작된 어일원 감독의 2010년 영화이다. 염희진 등이 주연으로 출연하였다.

## 출연

### 주연
- 염희진
- 염혜주
- 정천묵

## 기타
- 프로듀서: 어일원
- 조명: 현철호
- 조감독: Tran Thi Phung Vy